# Le Pornographe (film)
Le Pornographe (Il pornografo) (Le Pornographe) è un film del 2001 diretto da Bertrand Bonello.

## Trama
Jacques Laurent, regista di film hard oramai in pensione, è costretto a tornare a girare a causa di problemi economici. Jacques è tuttavia un artista: non è mai stato, infatti, intenzionato a girare sterili immagini meccanizzate di unioni carnali. Vuole trasmettere passione ed emozione, oltre ad eccitazione erotica. Non riesce, dunque, ad abituarsi a quelli che sono i meccanismi del mondo pornografico moderno, oramai troppo commercializzato e superficiale.
Ma i problemi più grandi, Jacques, li ha a casa: il figlio Joseph non gli parla più da anni (dopo aver scoperto del lavoro del padre, infatti, era fuggito di casa), mentre con la moglie Jeanne le cose non vanno affatto bene (nonostante essa lo accetti e lo ami ancora molto). Al problema del suo inevitabile tramonto artistico, dunque, si sommano due rapporti da ricostruire. Jacques vive quindi una profonda crisi d'identità (come confida alla giornalista che da mesi prova ad intervistarlo), che lo porterà vicino al suicidio.

## Critica
Bonello realizza un film amaro, grazie anche all'interpretazione di Jean-Pierre Léaud. All'amarezza di fondo, tuttavia, si contrappone la simpatia ed il coraggio romantico, "beat", di Jacques che, nonostante tutto, continua a combattere nella speranza di recuperare la sua famiglia e di trovare conforto nel lavoro. Nonostante queste difficoltà, il film appare malinconico ma non del tutto pessimistico.
Il sesso è di contorno, non è protagonista della pellicola. Non sono molte le scene di nudo: c'è una scena ad inizio film molto lunga (quasi 10 minuti), ed una a metà circa (in cui si vede sempre un set pornografico, ma inquadrato da lontano). La scena-scandalo, nella quale si vedono integralmente sia i sessi dei due "protagonisti" che gli atti sessuali (penetrazione e fellatio), è girata con veri attori pornografici. La scena non ha lo scopo di compiacere eroticamente lo spettatore ma vuol indirizzarlo verso un rifiuto di un mondo che non è capace di accettare il sesso come creatività e fantasia, riducendolo ad atto meccanico-autoreferenziale.